# 兵庫県道255号上村養父線
兵庫県道255号上村養父線（ひょうごけんどう255ごう かみむらやぶせん）は、兵庫県豊岡市から養父市に至る一般県道である。

## 概要
豊岡市出石町上村から養父市堀畑に至る。

### 路線データ
- 起点：豊岡市出石町上村（兵庫県道10号朝来出石線交点）
- 終点：養父市堀畑（JR西日本山陰本線 養父駅前、兵庫県道271号朝倉養父停車場線終点）
- 総延長：10.256 km

## 地理

### 通過する自治体
- 豊岡市
- 養父市

### 交差する道路
| 交差する道路                  | 市町村名 | 交差する場所 | 交差する場所 |
| ----------------------------- | -------- | ------------ | ------------ |
| 兵庫県道10号朝来出石線        | 豊岡市   | 出石町上村   | 起点         |
| 通行不能区間                  |          |              |              |
| 兵庫県道104号物部藪崎線       | 養父市   | 養父市場     | 米地橋交差点 |
| 兵庫県道271号朝倉養父停車場線 | 養父市   | 堀畑         | 終点         |

### 交差する鉄道
- 山陰本線

### 沿線
- 道の駅やぶ
- 円山川
- 養父市立養父小学校
- JR西日本山陰本線 養父駅